# Kivimäe

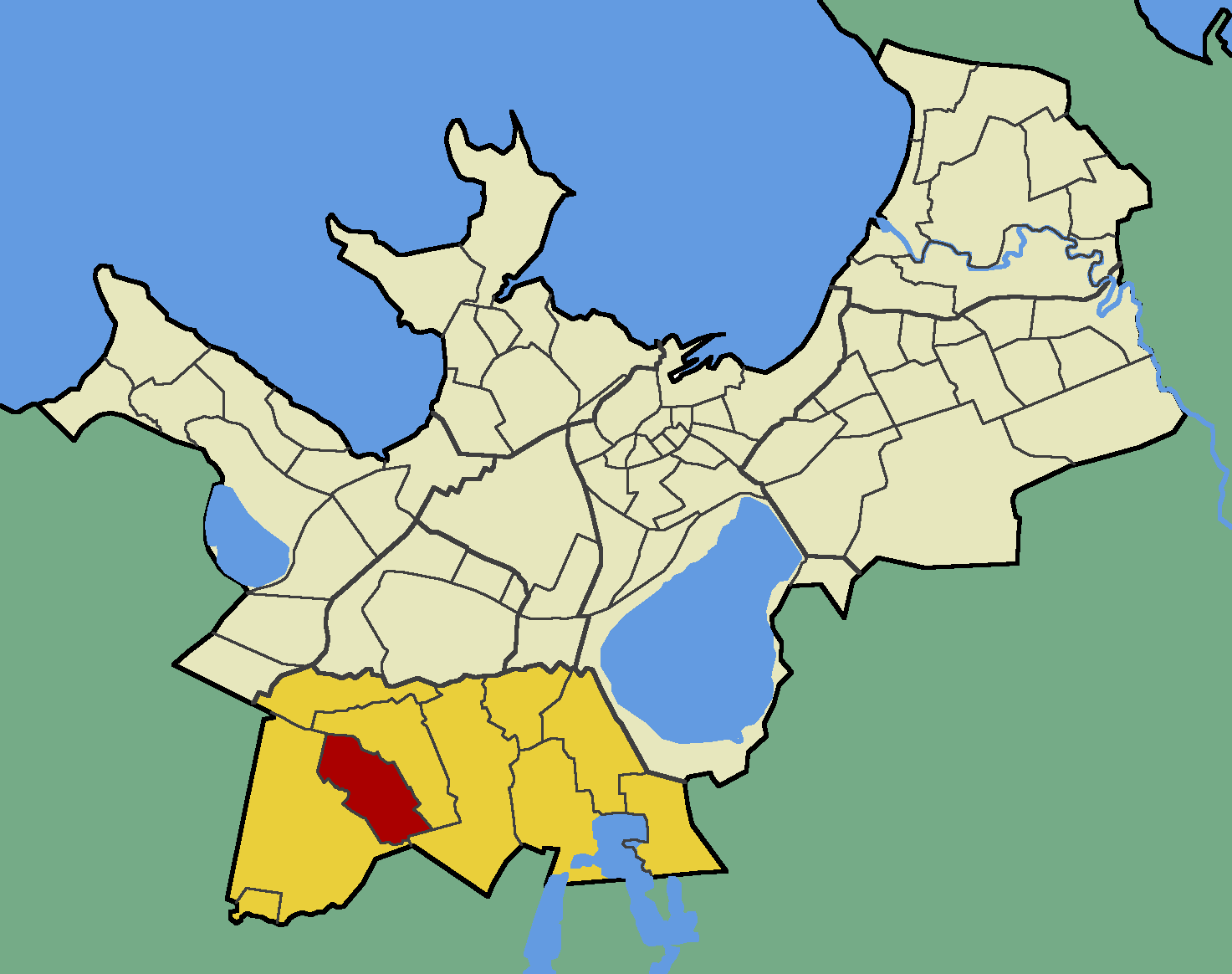
Der Bezirk Kivimäe (rot) im Tallinner Stadtteil Nõmme (gelb)

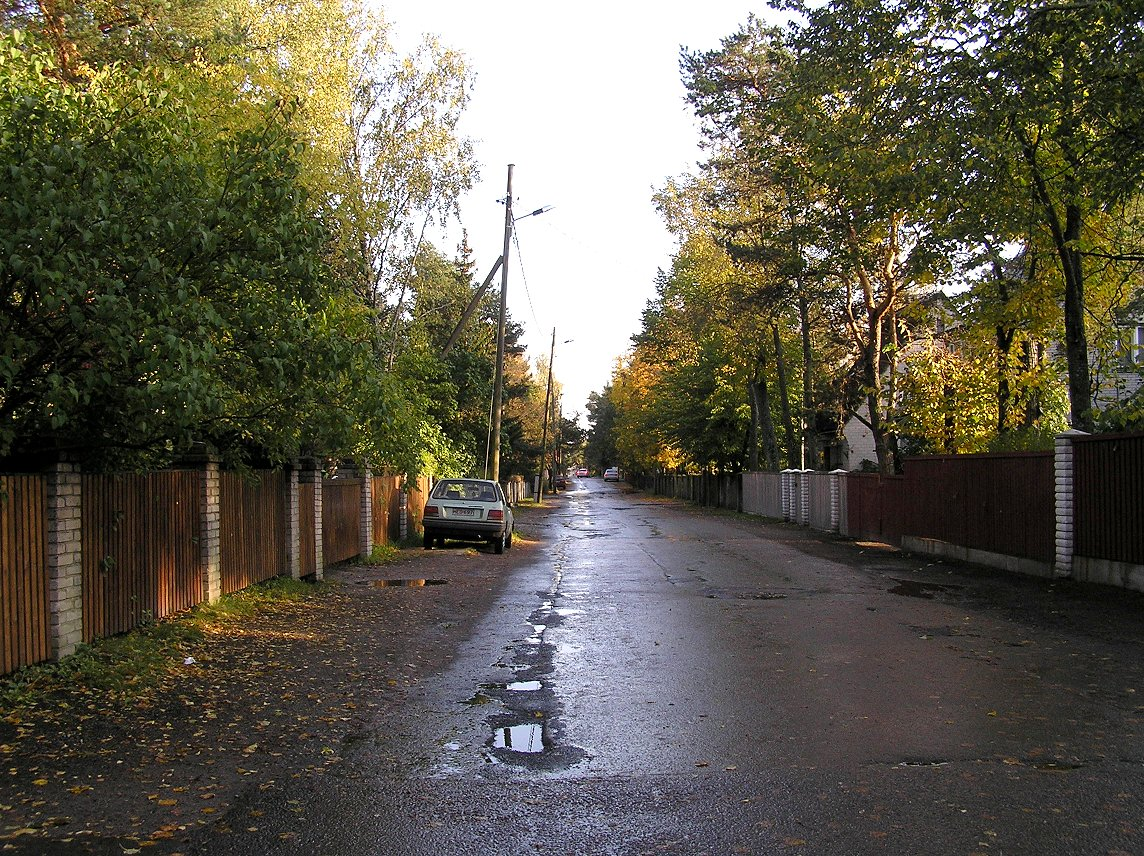
Straßenszene in Kivimäe

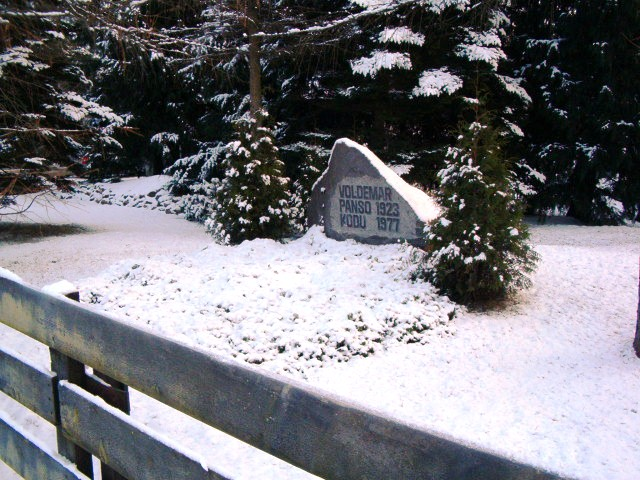
Denkmal für Voldemar Panso

Kivimäe (zu Deutsch „Steinberg“) ist ein Bezirk (estnisch asum) der estnischen Hauptstadt Tallinn. Er liegt im Stadtteil Nõmme.

## Beschreibung und Geschichte
Der Stadtbezirk hat 4.710 Einwohner (Stand 1. Mai 2010). Seine Fläche beträgt 2,2 Quadratkilometer.
Besonders der nördliche und südliche Teil des Bezirks sind weitgehend naturbelassen. Ein vier Hektar großes Waldgebiet bildet die grüne Lunge Kivimäes. Im Süden beginnt das 9 km² große Moor von Pääsküla (Pääsküla raba) mit seinem gleichnamigen Fluss (Pääsküla jõgi).
Der Name des Bezirks (übersetzt „Steinberg“) entstand aufgrund des steinigen Geländes während der Arbeiten an der Bahnstrecke zwischen Tallinn und Paldiski (1869/70). Der Halt wurde 1924 in Betrieb genommen. 1932 wurde das Bahnhofsgebäude errichtet. Fünf Jahre später wurde ein neues Bahnhofsgebäude nach einem Projekt des estnischen Architekten Hendrik Otlood fertiggestellt. Das Gebäude dient seit 2003 als Kindergarten.

## Gebäude
Zwischen 1913 und 1916 ließ das zaristische Militär zahlreiche Festungsanlagen in Kivimäe errichten. Von ihnen sind heute noch einige Ruinen zu sehen. Das bis zu Beginn des 20. Jahrhunderts dünn besiedelte Gebiet mit seiner guten Luft erwies sich nach Ausrufung der estnischen Selbständigkeit (1918) als besonders geeignet für Kranken- und Pflegeanstalten. Mit deren Bau wurde 1925 begonnen. Dazu zählen ein Sanatorium für Tuberkulose-Patienten, das bis 2001 in Betrieb war (1926, Architekt Erich Jacoby), und ein Militärkrankenhaus (1938). Das historische Feuerwehrhaus von Kivimäe wurde 1930 fertiggestellt.
In Kivimäe befindet sich seit den 1970er Jahren das renommierte Tallinner Musikgymnasium (Tallinna Muusikakeskkool), an dem zahlreiche spätere Musiker und Komponisten ihre Ausbildung erhielten. Bekannte ehemalige Schüler sind Urmas Sisask, Lepo Sumera, Helena Tulve und Tõnu Kaljuste.
Ein Erinnerungsstein vor seinem ehemaligen Wohnhaus erinnert an den estnischen Schauspieler und Regisseur Voldemar Panso (1920–1977), der einen großen Teil seines Lebens in Kivimäe verbracht hat.